# T. B. Joshua
Temitope Balogun Joshua (12 de junho de 1963 - 5 de junho de 2021), também conhecido como TB Joshua, foi um pastor neocarismático nigeriano, televangelista e filantropo. Ele foi o líder e fundador da Sinagoga, Igreja de Todas as Nações (SCOAN) em Lagos. Ele também ajudou a dirigir a estação de televisão Emmanuel TV de Lagos. 

## Biografia
Ele diz que passou 15 meses no útero de sua mãe e evitou a morte depois que uma explosão de uma pedreira perto de sua casa jogou pedras em seu telhado apenas sete dias depois de seu nascimento. De acordo com seus seguidores, uma profecia sobre o nascimento de um homem de Deus dos bairros pobres de Oosin em Arigidi Akoko dada 100 anos antes aplicada a T. B. Joshua.
Joshua, então conhecido como Balogun Francis, frequentou a Escola Primária Anglicana St. Stephen em Arigidi-Akoko, Nigéria, entre 1971 e 1977, mas não concluiu um ano de sua educação secundária. Na escola, ele era conhecido como o "pastorinho" por causa de seu amor pela Bíblia. Ele trabalhou em vários biscates depois que sua escola acabou, incluindo o transporte de resíduos de frango em uma granja. Ele organizou estudos bíblicos para crianças locais e frequentou a escola noturna durante este período. Joshua tentou se alistar no Exército Nigeriano, mas sua tentativa foi frustrada devido a uma avaria de trem que o deixou preso a caminho da academia militar.
Em 1987, fundou a Sinagoga, Igreja de Todas as Nações (SCOAN).

## Morte
Joshua morreu em 5 de junho de 2021 em um hospital de Lagos, uma semana antes de seu 58º aniversário.

## Controvérsias
Em 2010, T. B. Joshua foi acusado de realizar falsos milagres e foi colocado na lista negra do governo dos Camarões.
Em 2012, a Aliança Evangélica do Zimbabué manifestou-se contra a sua vinda ao Zimbabué, devido às frequentes profecias sobre a morte de líderes políticos, não representativos da 'boa palavra' do Cristianismo.
Em 2016, foi acusado de ter negócio em paraíso fiscal, o que negou.
Em 2020, foi criticado por profetizar falsamente, em 15 de março de 2020, que a Covid-19 desapareceria do mundo em 27 de março de 2020.

### Homofobia
Seu canal no YouTube, Emmanuel TV, tinha mais de 1 milhão de assinantes e era o ministério cristão mais assistido na plataforma antes de o YouTube suspender seu canal em 2021 por suposto discurso de ódio homofóbico.

### Denúncias de abusos
Uma investigação da BBC revelou chocantes alegações de abuso sexual e tortura dentro da Igreja Sinagoga de Todas as Nações (Scoan), liderada pelo falecido TB Joshua. As acusações, que incluem o confinamento e tortura de sua própria filha.Ajoke, uma das filhas de TB Joshua, foi a primeira denunciante a contactar a BBC. Ela relata um ambiente de medo constante instaurado por seu pai. TB Joshua, que faleceu em 2021 aos 57 anos, é acusado de cometer abusos e torturas generalizados durante quase duas décadas. Ajoke, agora com 27 anos, vive escondida e se afastou do sobrenome "Joshua", com a BBC optando por não publicar seu novo nome. Sua mãe biológica é desconhecida, mas acredita-se que fosse uma das seguidoras de TB Joshua.
A vida de Ajoke mudou drasticamente após ser suspensa da escola devido a uma falta menor. Um jornalista local a referiu como a filha ilegítima de TB Joshua, levando à sua remoção da escola e transferência para o complexo Scoan em Lagos. Lá, foi forçada a se juntar aos "discípulos", um grupo de seguidores dedicados que viviam sob regras estritas, incluindo a proibição de dormir mais de algumas horas, usar telefones próprios ou acessar e-mails pessoais.Os abusos contra Ajoke começaram logo após sua chegada ao Scoan. Ela foi forçada a caminhar pelo complexo com um cartaz ao redor do pescoço por urinar na cama, um ato justificado como a expulsão de "espíritos malignos". Outros discípulos recebiam permissão para agredi-la, e ela era tratada como uma pária. Ajoke lembra-se de ser chicoteada com um cabo elétrico e sofrer abusos constantes.

Aos 17 anos, Ajoke confrontou seu pai sobre os abusos sexuais que testemunhou. Ela foi violentamente agredida e isolada em confinamento social por mais de um ano, sofrendo espancamentos diários. Esse método de punição era conhecido como "adaba", algo experimentado por outros discípulos também.Eventualmente, Ajoke foi expulsa da igreja e encontrou-se sem-teto nas ruas de Lagos. Ela contatou a BBC em 2019, iniciando uma investigação extensa sobre os abusos em Scoan. A igreja negou as acusações, mas Ajoke, apesar de sua saúde mental afetada, permanece determinada a expor a verdade. Ela é vista por muitos ex-discípulos como uma heroína por sua coragem em confrontar TB Joshua.Apesar das adversidades, Ajoke aspira retornar à escola e completar sua educação, mantendo-se firme em sua luta pela verdade.Esta investigação de Africa Eye foi realizada por Charlie Northcott, Helen Spooner, Maggie Andresen, Yemisi Adegoke e Ines Ward.